# Château de Garde-Épée
Le château de Garde-Épée à Saint-Brice est construit sur le bord d'un plateau dominant au loin la Charente. C'est actuellement un domaine viticole.

## Historique
Le 7 janvier 1553, le sieur Ancelin, marchand, achète ce fief au marquis de Caravaz (le marquis de Carabas du conte de Perrault) avec permission d'y édifier une maison à créneaux avec une fuie gigantesque, vivier et garenne.
Vers le milieu du XVIIe siècle, Jean Ancelin étant mort sans enfants, ses héritiers vendirent le domaine de Garde-Épée à un M. Richard, qui en était encore possesseur en 1698. Enfin le logis de Garde-Épée passa dans la famille de Jarnac de Garde-Épée, qui le possède encore aujourd'hui avec l'abbaye de Châtre, par l'intermédiaire d'une société privée, la société de Garde-Épée, dont le principal actionnaire est Henri de Jarnac,.

## Architecture

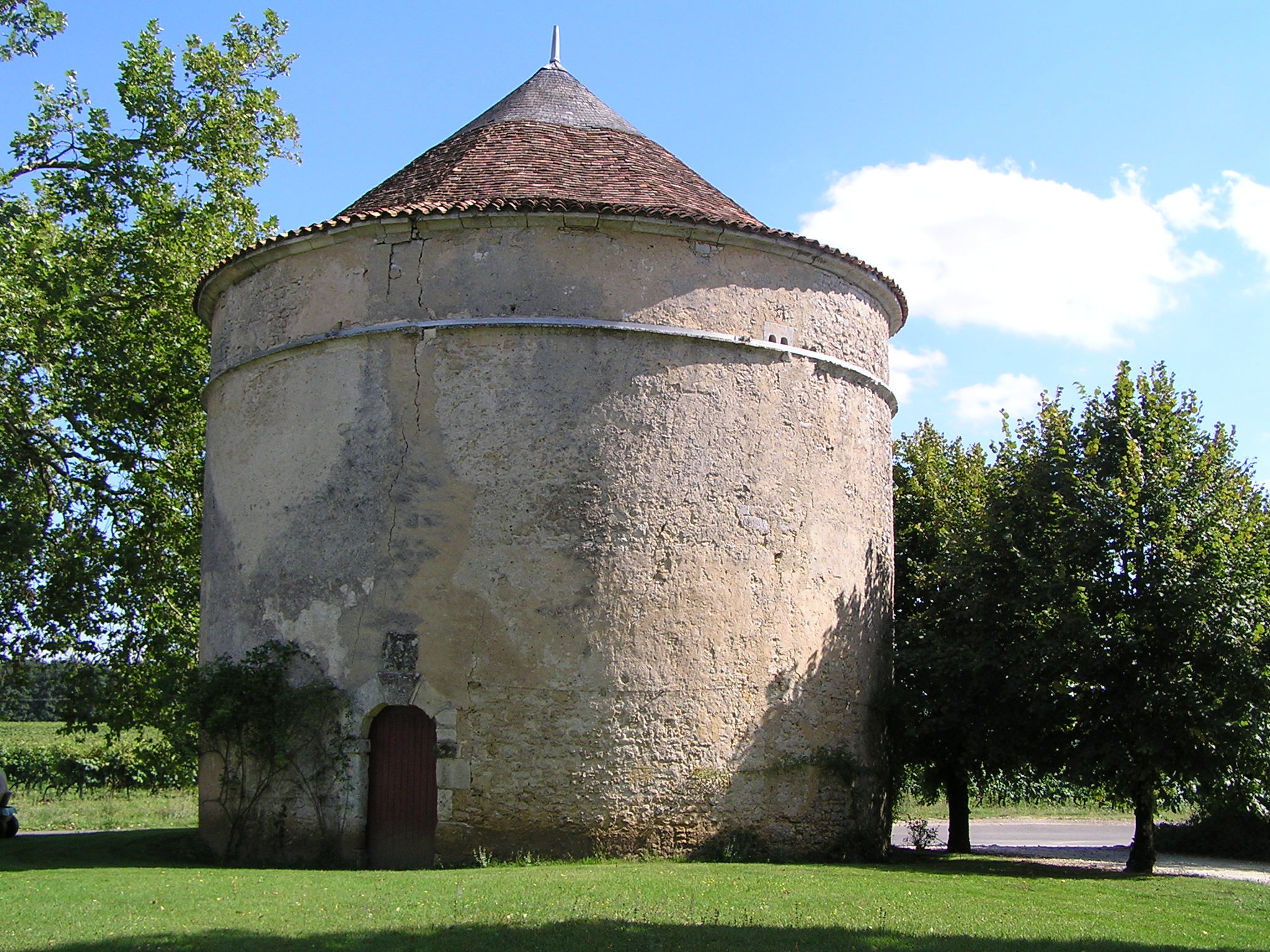
Le pigeonnier.

À droite, avant l'entrée, l'imposante fuie ronde comporte 2600 boulins. Elle est couverte d'un toit en poivrière avec trois lucarnes et date de 1553. Les armes des Ancelins sont visibles au-dessus de la porte. 
L'entrée est imposante avec une porte cochère surmontée d'une longue courtine couronnée de merlons.
Les bâtiments forment un vaste quadrilatère.
Le logis qui occupe le côté nord a été reconstruit fin XVIIIe siècle avec deux niveaux sous une toiture basse ; il est prolongé par deux ailes à un seul niveau.
La cour comporte un curieux puits couvert d'un toit.

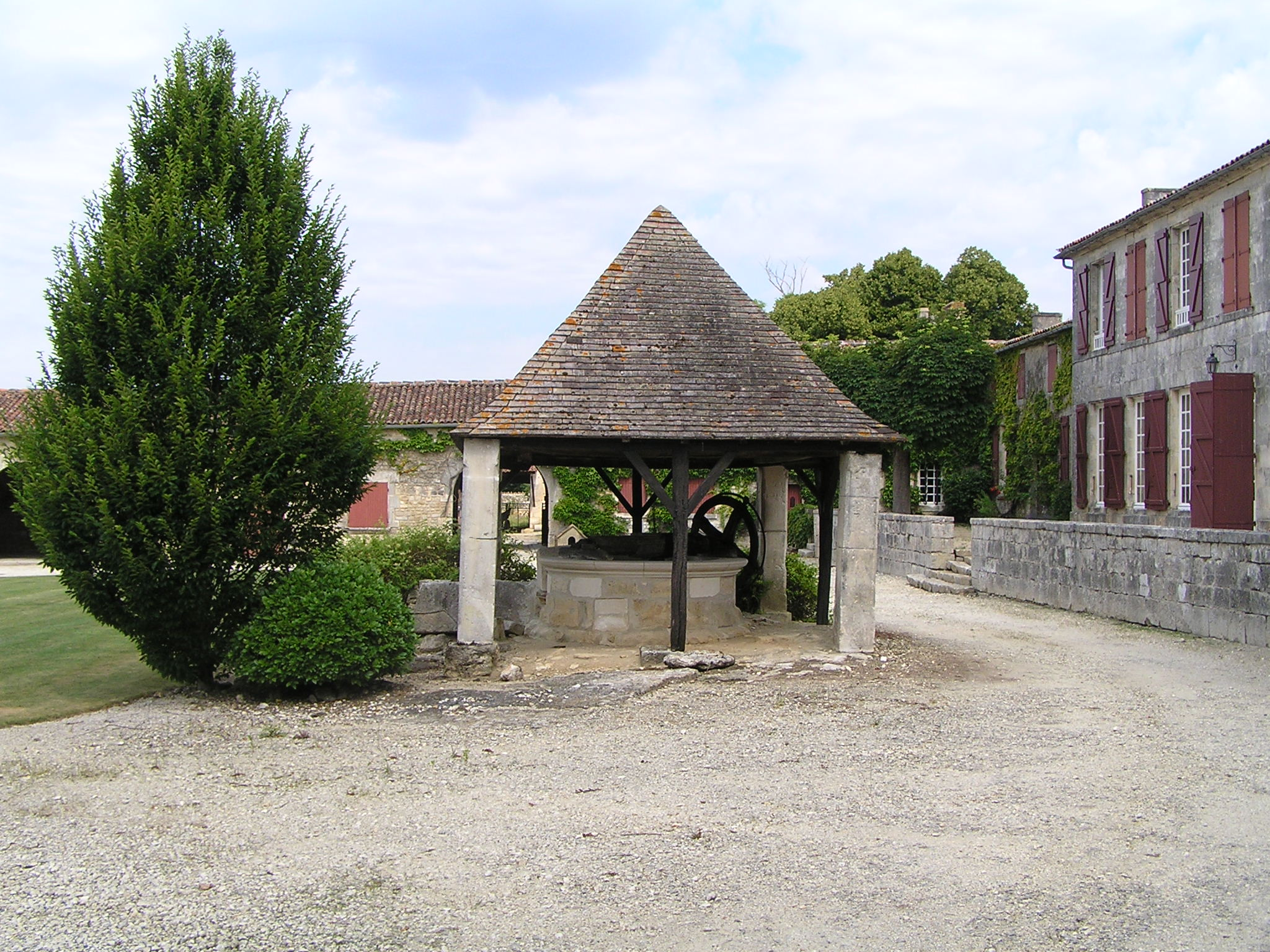
Le puits au centre de la cour

Le château est inscrit aux monuments historiques depuis le 30 octobre 1973. C'est une propriété privée qui ne se visite pas, contrairement à l'abbaye de Châtre pour laquelle des visites sont organisées en été.